# Sleep in
Et sleep in er et billigt overnatningssted for primært unge turister på linje med et vandrerhjem. Sprogligt set er selve ordet formentlig et pseudolån. 
Et Sleep in er til forskel fra vandrerhjem et uafhængigt overnatningssted. På et vandrerhjem vil der typisk være en ekstra afgift per døgn for en eller anden form for medlemskort, mens dette ikke er tilfældet på et sleep in. En anden væsentlig forskel mellem et sleep in og et vandrerhjem er, at et sleep in som oftest henvender sig til en yngre målgruppe. Flere steder er der således en øvre aldersgrænse, (typisk 35 år).
Overnatningen på et sleep in sker enten på værelser eller på sovesale. Sovesalene kan variere meget i størrelse med alt fra 4 til op imod 100 gæster på en enkelt sovesal, som oftest i køjesenge. Den typiske gæst på et sleep in kaldes ofte for en rygsækturist eller backpacker. Sovesalene kan være delt op, således at mænd og kvinder sover hver for sig. De kan også være blandet med både mænd og kvinder på samme sovesal.
Der findes flere sleep ins i København og et enkelt i Århus. Nogle er åbne året rundt, mens andre kun har åbent om sommeren i højsæsonen.

## Liste over sleep ins i Danmark

### København
- Belægningen, Avedøre Arkiveret 26. august 2006 hos  Wayback Machine (Hele året)
- City Public Hostel Arkiveret 22. august 2006 hos  Wayback Machine (Sæson)
- Copenhagen Sleep-in (Sæson)
- Hotel Jørgensen (Hele året)
- Sleep in Green Arkiveret 18. juli 2006 hos  Wayback Machine (Sæson)
- Sleep in Heaven (Hele året)
- Sleep-In-Fact (Sæson)

### Århus
- City Sleep-In Arkiveret 21. august 2006 hos  Wayback Machine - nu lukket